# AAA-Saison 1946
Die AAA-Saison 1946 war die 25. Meisterschaftssaison im US-amerikanischen Formelsport. Sie begann am 14. April in Williams Grove und endete am 10. November in Richmond. Ted Horn sicherte sich den Titel. Die AAA veranstaltete in diesem Jahr sechs Rennen, die nach ihren eigenen Regeln Teil der Meisterschaft sein durften. Bedingung war, dass ein Rennen mindestens 100 Meilen lang und eine Rennstrecke mindestens eine Meile lang sein musste. Weil die AAA nicht damit rechnete, dass es nach dem Zweiten Weltkrieg dafür genug Teilnehmer gebe, waren zusätzlich 71 Big-Car-Rennen Teil der Meisterschaft. Die Saison bestand damit aus 77 Rennen. Es gab jedoch Zweifel, ob nur die sechs Champ-Car-Rennen Teil der Meisterschaft waren oder alle 77 Rennen. Nach ihrem jährlichen Treffen im Dezember 1946 gab die AAA bekannt, dass die Big-Car-Rennen im folgenden Jahr nicht mehr Teil der Meisterschaft sein würden. Außerdem wurde ein Bulletin herausgegeben, in dem die Meisterschaft nach allen 77 Rennen berechnet wurde. Horn gewann jedoch die Wertung sowohl nach sechs als auch nach 77 Rennen. Laut IndyCar sind nur die sechs Champ-Car-Rennen Teil der Meisterschaft gewesen.

## Rennergebnisse
Die sechs Champ-Car-Rennen:
| Nr. | Datum         | Veranstaltung (Rennstrecke)                                          | Meilen | Sieger            | Siegerteam               |
| --- | ------------- | -------------------------------------------------------------------- | ------ | ----------------- | ------------------------ |
| 1   | 30. Mai       | International 500 Mile Sweepstakes (Indianapolis Motor Speedway) (O) | 500    | George Robson     | Adams-Sparks             |
| 2   | 30. Juni      | Langhorne 100 (Langhorne Speedway) (UO)                              | 100    | Rex Mays          | Stevens-Winfield         |
| 3   | 2. September  | Atlanta 100 (Lakewood Speedway) (UO)                                 | 98     | George Connor     | Kurtis Kraft-Offenhauser |
| 4   | 15. September | Indianapolis 100 (Indiana State Fairgrounds) (UO)                    | 100    | Rex Mays          | Stevens-Winfield         |
| 5   | 22. September | Milwaukee 100 (The Milwaukee Mile) (UO)                              | 100    | Rex Mays          | Stevens-Winfield         |
| 6   | 6. Oktober    | George Robson Memorial (Good Time Park) (UO)                         | 100    | Tony Bettenhausen | Wetteroth-Offenhauser    |

- Erklärung: O: Oval, UO: unbefestigtes Oval

## Fahrer-Meisterschaft (Top 10)
Der Meisterschaftsstand nach dem im Dezember 1946 herausgegebenen Bulletin:
| 1. | Ted Horn          | 2448   |
| 2. | George Robson     | 1544   |
| 3. | Emil Andres       | 1348   |
| 4. | Bill Holland      | 1280,6 |
| 5. | Tommy Hinnershitz | 850    |

| 6.  | Walt Ader     | 850 |
| 7.  | Jimmy Jackson | 800 |
| 8.  | Joie Chitwood | 693 |
| 9.  | Rex Mays      | 613 |
| 10. | Duke Dinsmore | 454 |